# Pierre Derouillon
Pierre Derouillon (Toulouse, 6 de junho de 1999) é um jogador de voleibol francês que atua na posição de ponteiro.

## Carreira

### Clube
Derouillon iniciou a sua carreira nas categorias juniores no Centro Nacional de Volley-Ball, em Castelnau-le-Lez, atuando no Campeonato de Élite por três anos. Se profissionalizou em 2018 após assinar contrato com o Spacer's Toulouse Volley para atuar na primeira divisão do campeonato francês. Após atuar por três anos no time de sua cidade natal, o ponteiro assinou um contrato de dois anos com o Tours Volley-Ball.
Na temporada 2021–22, o atleta foi vice-campeão do Campeonato Francês, da Copa da França e da Taça CEV.

### Seleção
Em 2017, Derouillon fez parte da Seleção Sub-19 que foi vice-campeã do Festival Olímpico da Juventude Europeia de 2017, perdendo a final para a seleção italiana. No mesmo ano, terminou na 5ª colocação no Campeonato Mundial Sub-19, sediado no Bahrein.
Em 2018, competiu o Campeonato Europeu Sub-20, terminando na 9ª colocação. No ano seguinte, perdeu a disputa da medalha de bronze para a seleção russa na Universíada de Verão. Fez a sua estreia com a seleção adulta francesa na Liga das Nações de 2022, onde conquistou o título da competição ao derrotar a seleção norte-americana na final por 3 sets a 2.

## Títulos
Tours Volley-Ball
- Campeonato Francês: 2022–23
- Copa da França: 2022–23

## Clubes
| Anos      | Clube                    |
| --------- | ------------------------ |
| 2018–2021 | Spacer's Toulouse Volley |
| 2021–     | Tours Volley-Ball        |